# Delphinus capensis
Дельфін капський (Delphinus capensis) — вид плацентарних ссавців, один з видів роду дельфін.

## Поширення
Мешкає в прибережних районах в тропічних і помірно теплих водах океанів.

## Фізичні характеристики
Дорослі в діапазоні від 1,9 до 2,5 м довжиною і можуть важити від 80 до 235 кг. Самці, як правило, більші й важчі. Спина темна а черево біле.

## Поведінка
Може жити в скупченнях в сотні або навіть тисячі особин. Вони іноді об'єднуватися з іншими дельфіновими, такими як гринда. Споживає дрібну рибу, криля і головоногих. Вони здатні пірнати у воду на глибину до 280 м і затримувати дихання на час до 8 хв.

## Життєвий цикл
Має період вагітності від 10 до 11 місяців. Новонароджені мають довжину від 80 до 100 см і вагу близько 10 кг, їх забарвлення темніше, ніж у дорослих. Можуть жити до 40 років.